# إنديلا إن سكاي (مروحية دون طيار)

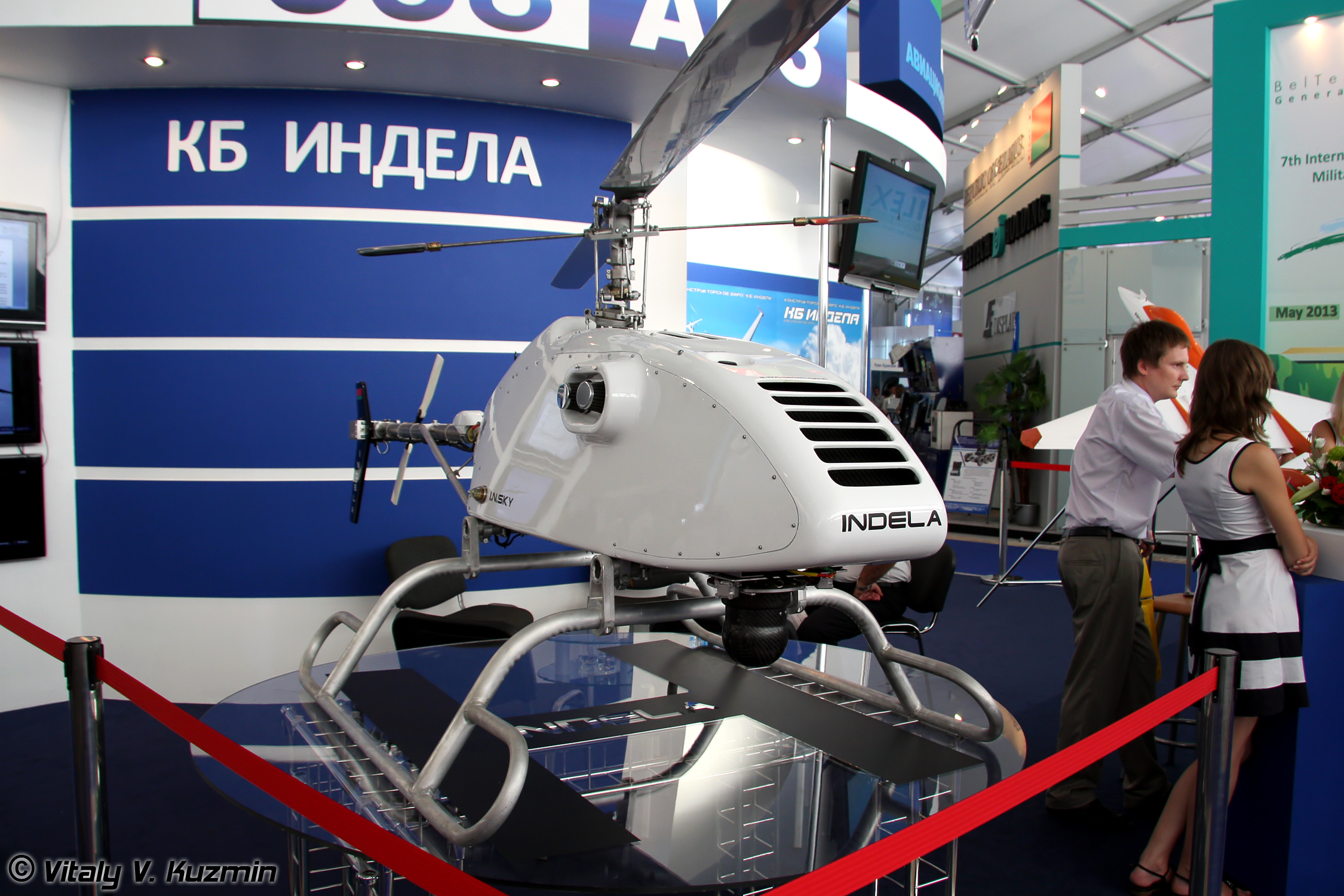
صورة توضيحية لطيارة بدون طيار أنديلا

الطائرة المروحية بدون طيار (بالإنجليزية: vertical take-off and landing UAV أو VTOL) UAV) - «إنديلا إن سكاي» (بالإنجليزية: INDELA I.N.SKY). مروحية بدون طيار ذات مدى متوسط ووزن خفيف، وهي جزء من منظومة المراقبة عن بعد ذات الأهداف المتعددة «إنديلا سكاي» من تصميم وإنتاج مكتب التصميم البيلوروسي "إنديلا".
- المواصفات:
- خصائص الطيران
- السرعة الاقتصادية للطيران، 70 كم/س
- المدة القصوى للطيران، 5 س
- السقف الستاتيكي، 1500 م
- السرعة القصوى للريح، 10 م/ث
- المسافة الفعلية للطيران، 350 كم
- المحرك - محرك وانكل دوار رباعي الأشواط
- قدرة الإقلاع، 26 واط
- استهلاك الوقود، 5-8 كغ/س
- نظام التبريد - مائي
- المواصفات الهندسية
- الطول، 3052 مم
- الارتفاع، 1346 مم
- قاعدة الشاسي، 1180 مم
- قطر المروحة، 3168 مم
- معطيات الوزن
- الوزن الأقصى عند الإقلاع، 140 كغ
- الحمولة المفيدة، 25 كغ
- احتياطي الوقود، 25 كغ
- الإستخدامات:
- الإستطلاع.
- كشف وتعقب الأهداف.
- المراقبة في حالات الطوارئ (الحوادث، الحرائق، الفيضانات، التهديدات الإرهابية، أعمال الشغب، وغيرها).
- التنقيب والبحث.
- رصد خطوط الكهرباء والأنابيب مع الكشف عن الخطوط المتضررة والتالفة.
- مراقبة وحماية الحدود والمنشاءات الإستراتيجية.
- الحفاظ على الأمن.
- الإستطلاع الجوي والأعمال الجيولوجية والجيوديسية.
- مراقبة المحميات الطبيعية والأثرية وتتبع هجرة الحيوانات البرية.